# Juan José Castro

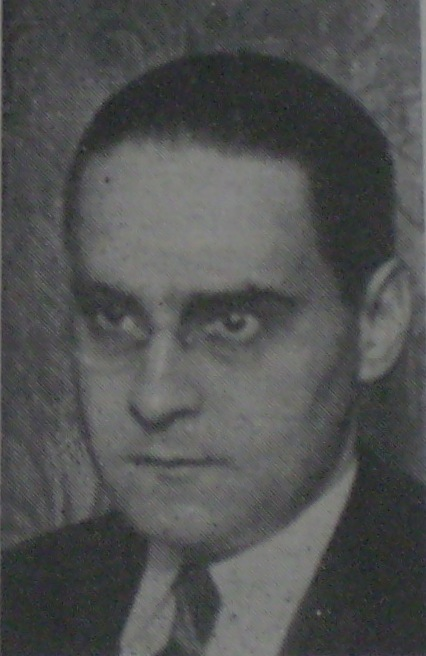
Juan José Castro

Juan José Castro (* 7. März 1895 in Avellaneda; † 3. September 1968 in Buenos Aires) war ein argentinischer Dirigent und Komponist.

## Leben
Castro war Schüler von Manuel Posadas, Constantino Gaito und Eduardo Fornarini. In den 1920er Jahren vollendete er seine Ausbildung in Paris bei Vincent d’Indy und Édouard Risler. 1925 kehrte er nach Buenos Aires zurück, wo er vor allem als Dirigent wirkte. Er gründete die Sociedad del Cuarteto und das Orquesta de Cámara Renacimiento. 1928 dirigierte er die argentinische Erstaufführung von Manuel de Fallas El amor brujo. 1929 trat er der Grupo Renovacion bei und wurde Leiter des Orchesters des Teatro Colón (bis 1943). Von 1939 bis 1943 war er Professor am Konservatorium von Buenos Aires.
Castros internationale Karriere begann in den 1940er Jahren, als er in den USA, Mexiko, Peru und Chile dirigierte. Seit den 1950er Jahren trat er auch in England, der Schweiz, Frankreich, Spanien, Norwegen und Finnland sowie in Australien und Neuseeland auf. 1955 kehrte er nach Argentinien zurück, wo er bis 1960 das nationale Sinfonieorchester leitete.
Unter seinen Kompositionen finden sich Opern, ein Ballett, Sinfonien und kammermusikalische Werke. Auch seine Brüder José María und Washington Castro wurden als Komponisten bekannt.

## Werke
- Biblische Sinfonie, 1932
- Mekhano, Ballett, 1934
- Sinfonia Argentina, 1934
- Klavierkonzert, 1941
- La zapatera prodigiosa, Oper nach Federico García Lorca, 1943, UA 1948
- Streichquartett, 1944
- El Llanto de las Sierras, 1947
- Proserpina und der Fremde (Proserpina y el extranjero), Oper nach Omar del Carlo, 1951
- Bluthochzeit (Bodas de sangre), Oper nach Federico Garcia Lorca, 1952, UA 1956
- Corales Criollos no. 3, 1953, wurden 1957 bei den XXXI. Weltmusiktagen der Internationalen Gesellschaft für Neue Musik (ISCM World Music Days) in Zürich aufgeführt.[1][2]
- Toccata para piano (a Claudio Arrau), 1958